# Aminata Sanoko
Aminata Sanoko (ur. ?) – malijska lekkoatletka, tyczkarka.

## Rekordy życiowe
- Skok o tyczce (hala) – 2,82 (1996) rekord Mali[1][2]